# Но пасаран
«Но пасара́н» (исп. ¡No pasarán! — «(Они) Не пройдут!») — политический лозунг, выражающий твёрдое намерение защищать свою позицию.

## Предыстория

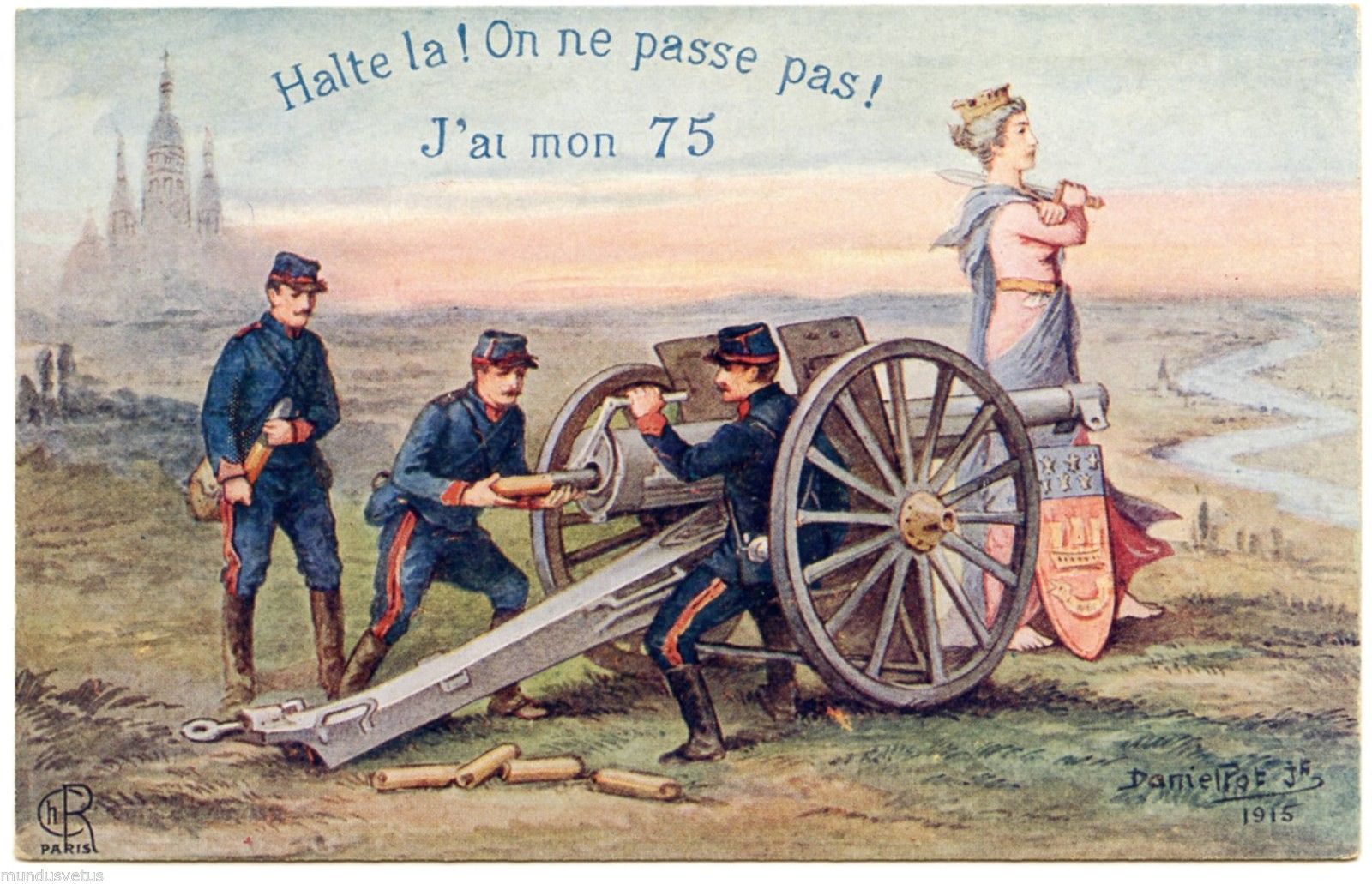
Стой! Прохода нет! У меня есть моя 75-миллиметровая… Французская открытка, 1915

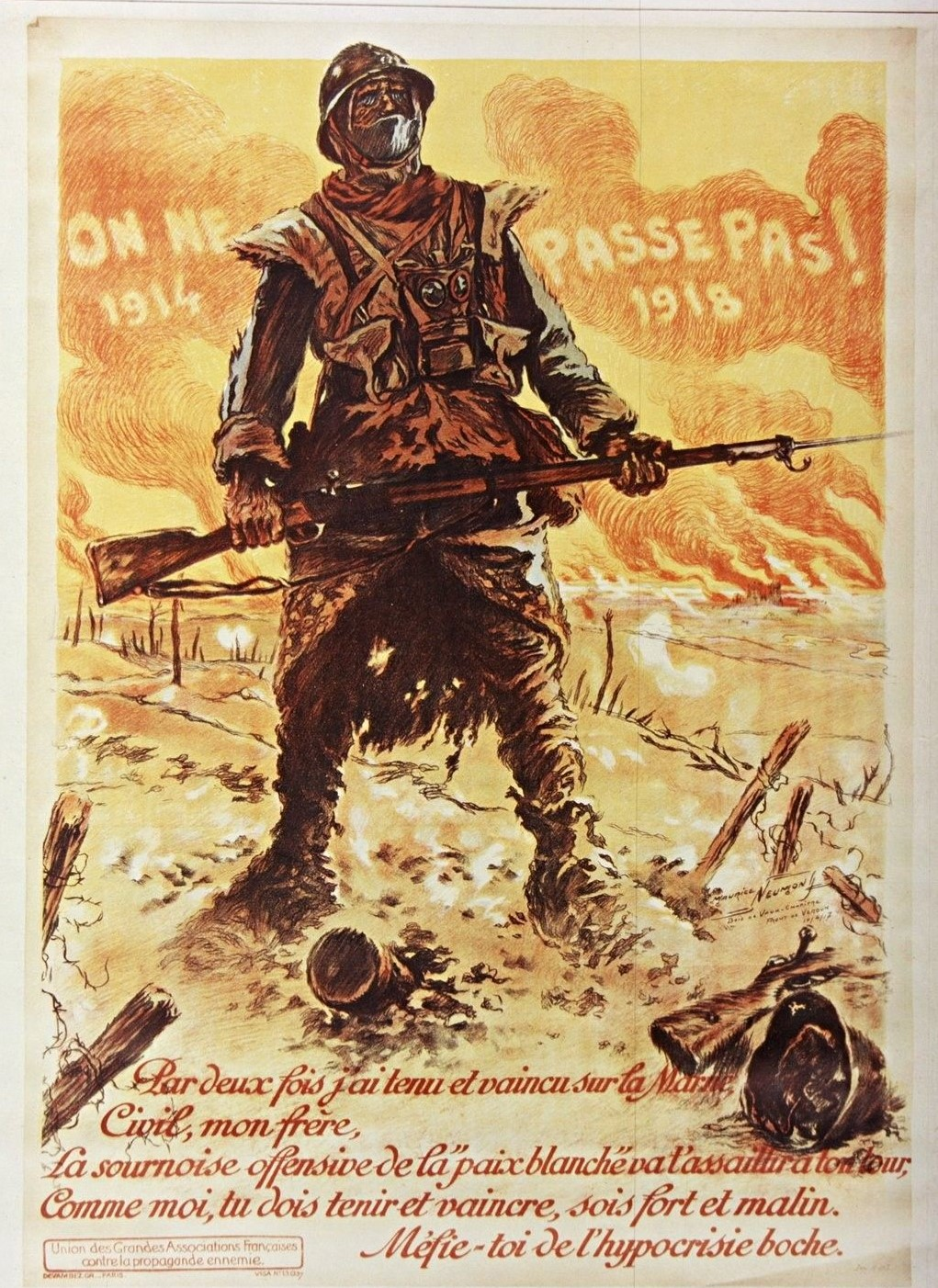
On Ne Passe Pas — французский плакат

Фраза восходит к словам генерала Робера Нивеля «Вы не должны дать им пройти» (фр. vous ne les laisserez pas passer) во время битвы при Вердене (1916), позднее в форме исп. ¡No pasarán! была подхвачена республиканцами в испанской гражданской войне.
Фраза появлялась также на пропагандистских плакатах после второй битвы на Марне (1918) и позже воспроизводились на эмблемах гарнизонов линии Мажино (1929—1940).

## Гражданская война в Испании

Плакат «Но пасаран» интербригад, 1937

В русский язык этот лозунг попал из испанского. Во время Гражданской войны в Испании (1936—1939), когда войска франкистов подошли к Мадриду, его использовала Долорес Ибаррури в своей речи 18 июля 1936 года (также получившей название «No pasarán»). После этого лозунг стал одним из символов антифашистского движения. Оборона была успешной, Франко вынужденно прекратил наступление. Воодушевлённые антифашисты отметили это появлением нового (менее известного) лозунга: ¡Pasaremos! — «Мы пройдём!».

Ответная фраза Франсиско Франко «Hemos pasado» («Мы прошли») прозвучала лишь через три года, после падения Мадрида за 4 дня до окончания войны. Почти сразу же после этого известная испанская певица Селия Гамес исполнила песню «Ya hemos pasado» («И всё же мы прошли»).
«Они не пройдут!» — сказали марксисты
«Они не пройдут!» — кричали они по улицам
«Они не пройдут!» — было слышно все время
По всем площадям их жалкими голосами
(…)
«Мы уже прошли!» — говорят повстанцы
«Мы уже прошли!» — и мы в Прадо
Глядим прямо на Señá Cibeles
(…)

«Мы уже прошли!» — и мы ждем,
Чтобы увидеть, как падает мяч правительства,
Мы уже прошли!
Ха, ха, ха!
Мы уже прошли!